# Discographie de Basement Jaxx
La discographie de Basement Jaxx, groupe britannique de musique électronique, se compose principalement de six albums studio, deux compilations, 13 extended plays, 23 singles et un album de bande originale de film.

## Albums

### Albums studio
| Titre                                                            | Détails                                                                                                   | Meilleure position | Meilleure position | Meilleure position | Meilleure position | Meilleure position | Meilleure position | Meilleure position | Meilleure position | Meilleure position | Meilleure position | Certifications        |
| Titre                                                            | Détails                                                                                                   | Royaume-Uni        | Australie          | France             | Allemagne          | Irlande            | Pays-Bas           | Nouvelle-Zélande   | Norvège            | Suède              | États-Unis Dance   | Certifications        |
| ---------------------------------------------------------------- | --- | ------------------ | ------------------ | ------------------ | ------------------ | ------------------ | ------------------ | ------------------ | ------------------ | ------------------ | ------------------ | --------------------- |
| Remedy                                                           | - Sortie : 10 mai 1999 - Label : XL - Formats : CD, cassette, LP                                          | 4                  | —                  | 71                 | —                  | 65                 | 56                 | 42                 | 2                  | 32                 | —                  | - Royaume-Uni UK : Or |
| Rooty                                                            | - Sortie : 25 juin 2001 - Label : XL - Formats : CD, cassette, LP                                         | 5                  | 23                 | 92                 | 100                | 15                 | 59                 | 15                 | 2                  | 48                 | 5                  | - Royaume-Uni : Or    |
| Kish Kash                                                        | - Sortie : 20 octobre 2003 - Label : XL - Formats : CD, LP                                                | 17                 | 40                 | —                  | —                  | 36                 | —                  | 29                 | —                  | —                  | 2                  | - Royaume-Uni : Or    |
| Crazy Itch Radio                                                 | - Sortie : 4 septembre 2006 - Label : XL, Interscope - Formats : CD, téléchargement digital               | 16                 | 70                 | —                  | —                  | 29                 | 59                 | —                  | 40                 | —                  | 4                  |                       |
| Scars                                                            | - Sortie : 21 septembre 2009 - Label : XL, Interscope - Formats : CD, téléchargement digital              | 37                 | 76                 | —                  | —                  | 89                 | 84                 | —                  | —                  | —                  | 10                 |                       |
| Zephyr                                                           | - Sortie : 7 décembre 2009 - Label : Atlantic Jaxx, XL, Interscope - Formats : Téléchargement digital, CD | —                  | —                  | —                  | —                  | —                  | —                  | —                  | —                  | —                  | —                  |                       |
| "—" signifie que l'album n'est pas classé ou sorti dans le pays. | |                    |                    |                    |                    |                    |                    |                    |                    |                    |                    |                       |

### Compilations
| Jaxx Unreleased                                                 | - Sortie : 3 mai 2000 - Label : XL - Formats : CD, cassette, LP            | — | —  | — | —  | —  | —  |                             |
| Basement Jaxx: The Singles                                      | - Sortie : 21 mars 2005 - Label : XL - Formats: CD, téléchargement digital | 1 | 17 | 2 | 36 | 13 | 37 | - Royaume-Uni : 2 × Platine |
| "—" signifie que l'album n'est pas classé ou sorti dans le pays |                                                                            |   |    |   |    |    |    |                             |

### Extended plays
| Titre        | Détails                                                            | Royaume-Uni |
| ------------ | ------------------------------------------------------------------ | ----------- |
| EP 1         | - Sortie : 1994 - Label : Atlantic Jaxx - Format : Vinyle          | —           |
| EP 2         | - Sortie : 1995 - Label : Atlantic Jaxx - Formats : Vinyle         | 179         |
| Summer Daze  | - Sortie : 1995 - Label : Atlantic Jaxx - Formats : Vinyle         | 184         |
| Sleazycheeks | - Sortie : mai 1996 - Label : Atlantic Jaxx - Formats : Vinyle     | —           |
| EP 3         | - Sortie : 10 août 1996 - Label : Atlantic Jaxx - Formats : Vinyle | —           |
| Urban Haze   | - Sortie : 1997 - Label : Atlantic Jaxx - Formats : Vinyle         | 178         |
| Camberwell   | - Sortie : 2000 - Label : Atlantic Jaxx - Formats : Vinyle         | —           |
| Xxtra Cutz   | - Sortie : 2001 - Label : XL, Remote Control - Formats : Vinyle    | —           |

| Titre              | Détails                                                                         |
| ------------------ | ------------------------------------------------------------------------------- |
| Span Thang         | - Sortie : 19 novembre 2001 - Label : Atlantic Jaxx - Formats : Vinyle, CD      |
| Junction           | - Sortie : 23 septembre 2002 - Label : Atlantic Jaxx - Formats : Vinyl          |
| Unreleased Mixes   | - Sortie : 12 décembre 2005 - Label : Atlantic Jaxx - Formats : Vinyle          |
| Planet 1           | - Sortie : 21 juillet 2008 - Label : Atlantic Jaxx, XL - Formats : Vinyle       |
| Planet 2           | - Sortie : 15 septembre 2008 - Label : Atlantic Jaxx, XL - Formats : Vinyle     |
| Planet 3           | - Sortie : 21 février 2009 - Label : Atlantic Jaxx, XL - Formats : Vinyle       |
| Jaxx Unreleased II | - Sortie : 12 décembre 2010 - Label : Atlantic Jaxx, XL - Formats : Vinyle, MP3 |

### Bande originale de film
- Attack the Block (2011)

### Autres
- Atlantic Jaxx Recordings: A Compilation (1997, Atlantic Jaxx Recordings) : compilation de titres de Basement Jaxx, de remixes et de titres d'autres artistes produits par le groupe.
- Betta Daze (1999, Atlantic Jaxx Recordings) : EP collectif trois titres de Basement Jaxx, Future Earth et Airto Moreira (Atlantic Jaxx Records).
- Atlantic Jaxx Recordings: A Compilation Vol. 2 (2006, Atlantic Jaxx Recordings) : compilation de titres de Basement Jaxx, de remixes et de titres d'autres artistes produits par le groupe.
- Focus on Atlantic Jaxx (2010, Atlantic Jaxx Recordings) : album destiné aux disc jockeys.
- Basement Jaxx vs Metropole Orkest (2011, Atlantic Jaxx Recordings) : album en concert, titres de Basement Jaxx réorchestrés et joués par le Metropole Orchestra.

## Singles
| Star / Buddy                                                       | 1994 | —   | —  | —  | —  | —  | —  | —  | —  |                                         |
| Samba Magic                                                        | 1996 | —   | —  | —  | —  | —  | —  | —  | —  | Atlantic Jaxx Recordings: A Compilation |
| Fly Life (featuring Glamma Kid & Corrina Joseph)                   | 1997 | 19  | —  | —  | —  | —  | —  | —  | —  | Atlantic Jaxx Recordings: A Compilation |
| Red Alert                                                          | 1999 | 5   | —  | 70 | —  | 22 | 41 | —  | —  | Remedy                                  |
| Rendez-Vu                                                          | 1999 | 4   | —  | —  | —  | 21 | 61 | —  | —  | Remedy                                  |
| Jump N' Shout                                                      | 1999 | 12  | —  | —  | —  | —  | —  | —  | —  | Remedy                                  |
| Bingo Bango                                                        | 2000 | 13  | —  | —  | —  | —  | 99 | —  | —  | Remedy                                  |
| Romeo                                                              | 2001 | 6   | 82 | 74 | —  | 17 | —  | —  | 9  | Rooty                                   |
| Jus 1 Kiss                                                         | 2001 | 23  | 88 | —  | —  | 45 | —  | —  | —  | Rooty                                   |
| Where's Your Head At?                                              | 2001 | 9   | 16 | —  | —  | 19 | 63 | —  | 38 | Rooty                                   |
| Get Me Off                                                         | 2002 | 22  | 43 | —  | —  | 47 | —  | —  | —  | Rooty                                   |
| Do Your Thing                                                      | 2002 | 32  | 33 | —  | —  | —  | —  | —  | —  | Rooty                                   |
| Lucky Star (featuring Dizzee Rascal)                               | 2003 | 23  | —  | —  | —  | —  | —  | —  | —  | Kish Kash                               |
| Good Luck' (featuring Lisa Kekaula)                                | 2004 | 12  | 22 | —  | —  | 28 | 43 | —  | —  | Kish Kash                               |
| Plug It In (featuring JC Chasez)                                   | 2004 | 22  | 43 | —  | —  | 45 | —  | —  | —  | Kish Kash                               |
| Oh My Gosh (featuring Vula Malinga)                                | 2005 | 8   | 36 | —  | 98 | 23 | 91 | 4  | —  | Basement Jaxx : The Singles             |
| U Don't Know Me (featuring Lisa Kekuala)                           | 2005 | 26  | —  | —  | —  | 38 | —  | 12 | —  | Basement Jaxx : The Singles             |
| Hush Boy                                                           | 2006 | 27  | 39 | —  | —  | —  | —  | —  | —  | Crazy Itch Radio                        |
| Take Me Back to Your House (featuring Martina Sorbara)             | 2006 | 42  | 71 | —  | —  | 48 | 99 | 10 | —  | Crazy Itch Radio                        |
| Hey U (featuring Robyn)                                            | 2007 | —   | —  | —  | —  | —  | —  | —  | —  | Crazy Itch Radio                        |
| Raindrops                                                          | 2009 | 21  | 88 | —  | —  | 20 | —  | —  | —  | Scars                                   |
| Feelings Gone (featuring Sam Sparro)                               | 2009 | 122 | —  | —  | —  | —  | —  | —  | —  | Scars                                   |
| My Turn (featuring Lightspeed Champion)                            | 2009 | —   | —  | —  | —  | —  | —  | —  | —  | Scars                                   |
| Dracula                                                            | 2011 | —   | —  | —  | —  | —  | —  | —  | —  |                                         |
| The Ends                                                           | 2011 |     | —  | —  | —  | —  | —  | —  | —  | Attack The Block OST                    |
| "—" signifie que le single n'est pas sorti ou classé dans le pays. |      |     |    |    |    |    |    |    |    |                                         |

## Clips
- Bingo Bango (1999)
- Jump N' Shout (1999)
- Red Alert (1999)
- Rendez-Vu (1999)
- Do Your Thing (2001)
- Just 1 Kiss (2001)
- Romeo (2001)
- Where's Your Head At (2001)
- Cish Cash (2003)
- Good Luck (2003)
- Lucky Star (2003)
- Plug It In (2003)
- U Don't Know Me (2005)
- Hush Boy (2006)
- Take Me Back to Your House (2006)
- My Turn (2009)
- Feelings Gone (2009)
- Raindrops (2009)